# Новотырышкино (Новосибирская область)
Новотырышкино — деревня в Колыванском районе Новосибирской области. Административный центр Новотырышкинского сельсовета.

## География
Площадь деревни — 121 гектар.

## Население
| 2002 | 2007  | 2010  |
| ---- | ----- | ----- |
| 1229 | ↗1282 | ↘1106 |

## Инфраструктура
В деревне по данным на 2007 год функционируют 1 учреждение здравоохранения и 2 учреждения образования.